# Carl Otto Czeschka

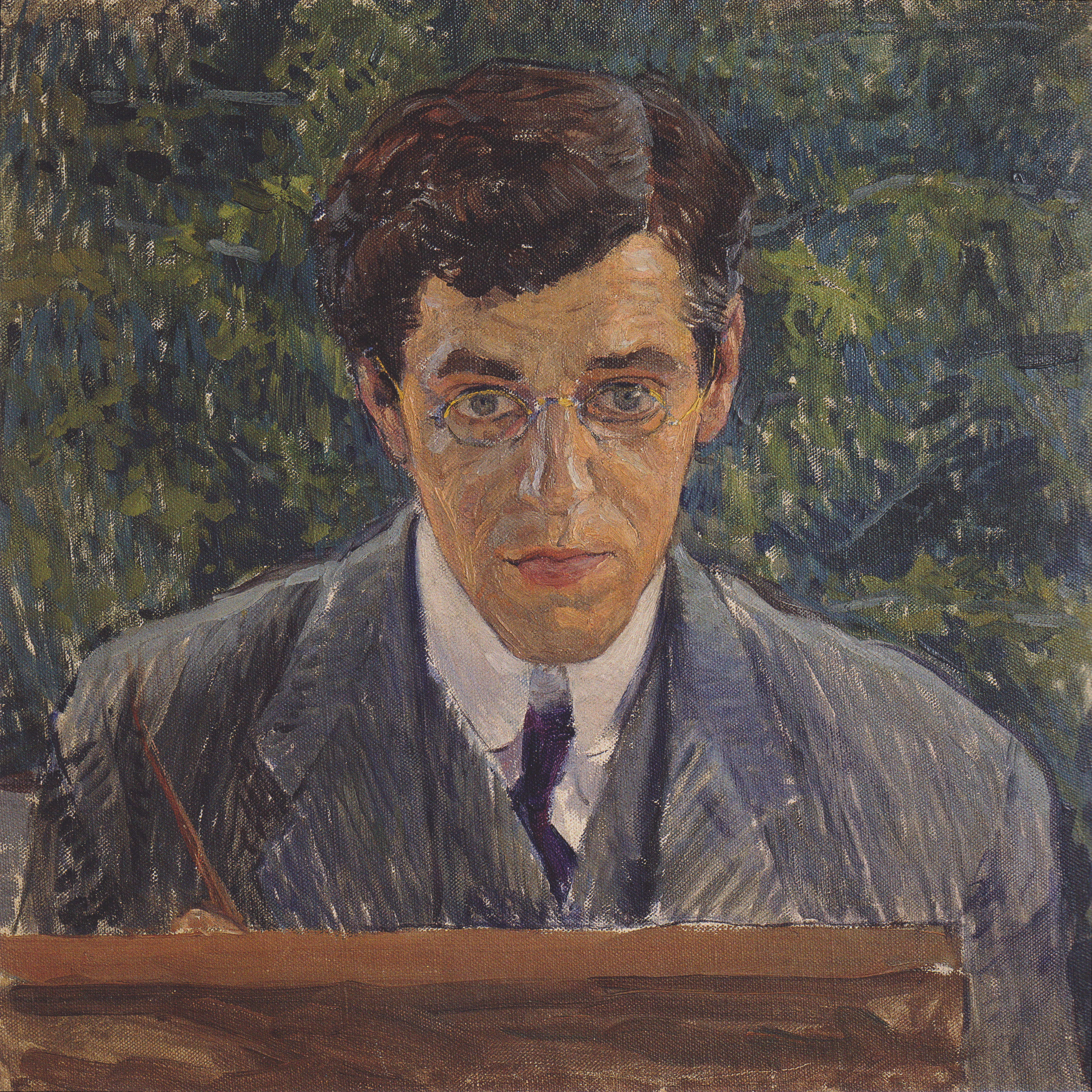
Koloman Moser: Porträt von Carl Otto Czeschka während des Zeichnens, 1909

Carl Otto Czeschka (* 22. Oktober 1878 in Wien, Österreich-Ungarn; † 30. Juli 1960 in Hamburg) war ein österreichischer Grafiker und Maler. Er gilt als einer der wichtigsten Gestalter der Wiener Werkstätte.

## Leben
Czeschka war seiner Abstammung nach halb mährisch halb böhmisch. Sein Vater Wenzel Czeschka war Tischlermeister und stellte insbesondere kleine hölzerne Galanterie-Waren her; seine Mutter, Mathilde Czeschka, eine geborene Hafner, arbeitete als Näherin und Stickerin. Carl Otto Czeschka wuchs in Wien im Stadtteil Fünfhaus unter sehr armen Verhältnissen auf. Er lebte dort in der Zinckgasse und in der Märzstraße direkt neben der Tischlerwerkstatt seines Vaters. Bereits bei dem Dreijährigen wurden seine Begeisterung für das Zeichnen und auch seine Begabung deutlich. Er war besonders fasziniert von Pferden. Der erst Vierjährige musste im Februar 1883 erleben, wie der Sarg mit seiner toten Mutter aus dem Haus getragen wurde. Seit dieser Zeit versorgte August Hafner, sein Onkel mütterlicherseits, den Haushalt des Vaters. 1885 kann Vater Czeschka eine Wohnung in der Beingasse Ecke Märzstraße (dritter Stock) in Wien beziehen, ein Schritt, der sehr zur Verbesserung der Lebensverhältnisse des jungen Czeschka beiträgt.
Ein Stipendium ermöglichte Czeschka den Besuch des Esterhazy-Gymnasiums. 1890 absolvierte er nach einem halben Jahr eine Tischlerlehre bei seinem Vater. Seit 1891 bereitete er sich gezielt auf das Kunststudium vor, um an der Akademie der Bildenden Künste angenommen zu werden. Nach dem Studium bei Christian Griepenkerl an der Akademie der bildenden Künste von 1894 bis 1899 lehrte Czeschka („COC“) an der Kunstgewerbeschule zunächst als Hilfslehrer. Eine intensive Zusammenarbeit mit Koloman Moser und Josef Hoffmann an der Wiener Werkstätte (WW) begann am 2. September 1905 und wurde weitergeführt, auch nachdem Czeschka 1907 an die Kunstgewerbeschule in Hamburg berufen worden war. An der Wiener Kunstgewerbeschule hatte Czeschka als Lehrender verschiedene Klassen zu betreuen. Zu seinen Schülern, die später auch für die Wiener Werkstätte arbeiteten, gehörten u. a. Franz Karl Delavilla (1884–1967), Moriz Jung (1885–1915), Rudolf Kalvach (1883–1932), Friedrich Zeymer (1886–1940) und Oskar Kokoschka (1886–1980). Im beispielhaften Gesamtkunstwerk der WW, dem Palais Stoclet in Brüssel, gestaltete Czeschka 1905 sieben Fenster mit allegorischen Darstellungen für den Musiksaal des Palais; dazu hat er zwei Marmorreliefs Erzengel Michael und Allegorische Frauenfigur auf der Mondsichel für die Halle des Palais entworfen.
Czeschka begann seine Zusammenarbeit mit dem Verlag von Martin Gerlach senior im Jahr 1897. Die Freundschaft Czeschkas mit dem zehn Jahre älteren Kolo Moser muss in dieser Zeit entstanden sein. Eine besondere Zuneigung hatte Czeschka später ebenfalls zu der „Baronin“ Editha Mautner-Markhof, der Schwiegermutter Kolo Mosers, die sich im Sommer meist in ihrem Haus am Semmering aufhielt.
In seiner Formensprache war Czeschka nahe verwandt mit Gustav Klimt, aber Czeschkas Bildsprache ging in eine flächigere und abstraktere Richtung. Sein Schüler Oskar Kokoschka hat immer wieder seine Bewunderung für seinen Lehrer artikuliert und auch seine eigene Formensprache wesentlich als von Czeschka beeinflusst betrachtet.
Czeschka hinterließ ein sehr umfangreiches und vielfältiges Werk. Er entwarf unter anderem Zeichnungen, Grafiken, Schriften (z. B. die Czeschka-Antiqua), Holzschnitte, Glasfenster, buchkünstlerische Arbeiten, Kalender, Schmuck, Postkarten, Signets (z. B. 1922 die kleine Eule, das Signet der Justus Brinckmann Gesellschaft), Stoffe, Gobeline (insbesondere Tausendundeine Nacht), Möbel und Theaterausstattungen für Max Reinhardt. Für letzteren u. a. das Bühnenbild und die Kostüme für Shakespeares König Lear in der Inszenierung von 1908 im Deutschen Theater. Die Produktwerbung und Ladengestaltung für die Zigarrenfirma L.Wolff / HACIFA lag in seinen Händen. Sehr bekannt sind auch seine Buchausstattungen. Die Illustrationen von 1908 zu Die Nibelungen in Gerlachs Jugendbücherei des Verlags Gerlach & Wiedling gelten als Czeschkas bekanntestes Werk. Nach Hans Ries zählt das kleinformatige Buch zu den Spitzenwerken der Buchillustration schlechthin. Czeschkas Nibelungen-Illustrationen waren eine wichtige Inspirationsquelle für den Stummfilm Die Nibelungen von Fritz Lang und Thea von Harbou. Die Original-Illustrationen in einer von der Wiener Werkstätte angefertigten kostbaren Kassette waren seit 1909 in Privatbesitz, zuletzt bei Carol Ferranti (1933–2016), einer jüdisch-amerikanischen Kunstsammlerin. Die Nibelungen-Illustrationen wurden im Juni 2017 bei Sotheby’s in New York versteigert.
Einen Teilbereich der Werke Czeschkas bilden seine Entwürfe für große Glasfenster. Ihre Vorlagen (Kartons) sind weitgehend erhalten und befinden sich im Museum für Kunst und Gewerbe Hamburg. Von diesen großflächigen Glasfenstern ist besonders das große, fünfteilige und sieben Meter hohe Fenster in der Eingangshalle der heutigen Hochschule für bildende Künste Hamburg am Lerchenfeld hervorzuheben. Dazu arbeitete Carl Otto Czeschka in den Jahren 1912 und 1913 mit dem Berliner Glasmaler Gottfried Heinersdorff zusammen; diese Kooperation wurde wegen der Kompliziertheit der künstlerischen Gestaltung der Hellglas-Fenster aufgegeben. Den Text für die ornamentale Schrift verfasste der damals am Lerchenfeld für Kunstgeschichte zuständige Professor Wilhelm Niemeyer in Abstimmung mit Czeschka. Das Fenster gilt als eines der schönsten Jugendstilfenster. Trotz der großen Kriegsschäden an dem Gebäude konnte es durch den rechtzeitigen Ausbau und späteren Wiedereinbau (1970) gerettet werden.
Allerdings wurde auch Czeschkas Atelier in der Hochschule am Lerchenfeld zerstört. Aus den Trümmern konnten wichtige Gegenstände aus dem Atelier und auch wichtige Werke mit Hilfe von zwei beherzten Schülern aus der Czeschka-Klasse geborgen werden. Einer der Schüler, der Grafiker Helmut Scaruppe, erwähnt dies in seinen Erinnerungen Mein Inseltraum über seine Kindheit und Jugend im Hitlerreich.
Auch in der Gnadenkirche von St. Pauli-Nord (Architekt Fernando Lorenzen) waren farbige Fenster von Czeschka (Die Schöpfung und Die Geburt Christi), die ebenfalls im Krieg zerstört wurden. In den 1940er Jahren entstand das große farbige Rundfenster Der Phönix in der Friedhofskapelle von Wismar.
Der Kaufmann und Kunstkenner Sigmund Gildemeister (1878–1954) aus der Bremer Familie Gildemeister beauftragte Czeschka in den 1920er Jahren für sein neues Wohnhaus in Hamburg-Hochkamp mit der Innenraumgestaltung der Bibliothek mit der kostbaren Grafiksammlung. Hierzu gehören die hölzerne Vertäfelung, die farbige Stuckdecke, die Deckenbeleuchtung und ein großer farbiger Gobelin. Der silberne Deckenleuchter befindet sich heute ebenso wie die Vorlage (Karton) für den Gobelin Tausendundeine Nacht mit über 110 Farbschattierungen im Museum für Kunst und Gewerbe. Der neun m² große Gobelin war vorübergehend im Parkettfoyer des 1955 eröffneten neuen Zuschauerhauses der Hamburgischen Staatsoper ausgestellt.
In den 30er Jahren und bis in den Juli 1943 konzentrierte sich Czeschka auf seine Lehrtätigkeit an der Kunstgewerbeschule, die seit 1933 in „Hansische Hochschule für Bildende Künste“ umbenannt worden war. Dadurch war sein Lebensunterhalt weitgehend gesichert. Dem gleichgeschalteten Deutschen Werkbund kündigte er 1933 seine Mitgliedschaft. Aber er erlebte daraufhin unmittelbar, dass seine Kollegen Friedrich Adler, Alfred Ehrhardt, Fritz Schleifer und Willi Titze und der Direktor Max Sauerlandt die Schule wegen ihrer Einstellung zur modernen Kunst verlassen mussten. Erst 1937 wurde er gezwungen, Mitglied der NSDAP zu werden, denn anderenfalls hätte auch er die Schule verlassen müssen. Seine Ansicht über die Nazis trug er nicht nach außen, sondern blieb bei seinen Schülern, die zu ihm Vertrauen auch in kritischen Situationen fassten und es behielten. Zwei dieser Schüler halfen ihm im Herbst und Winter 1943, aus den Trümmern seines Ateliers im Lerchenfeld so vieles wie möglich zu bergen. Wie schon seit den 20er Jahren bekam Czeschka zahlreiche Aufträge von der Fa. L. Wolff für Zigarrenverpackungen und zunehmend auch für die architektonische Ladengestaltung der HACIFA-Filialen u. a. in Hamburg, Berlin, Breslau, Dresden, Leipzig, Stuttgart und Essen. Anfang der 30er Jahre nahm er zusätzlich kleine Grafik-Aufträge der Fa. AlRoWa Strickwarenfabrik, der Bielefelder Likörfabrik J. Bansi und der Zigarrenfabrik Hiestrich an. Ein größerer Auftrag für zwei farbige Glaskunstfenster ergab sich erst 1942 für die Friedhofskapelle des Historischen Friedhofs in Wismar, entworfen von dem Hamburger Architekten Konstanty Gutschow und zwar für ein kleines und ein großes Rundfenster, das einen Phönix (Mythologie) darstellt. Der fertige Entwurf, den Czeschka in seinem Atelier im Lerchenfeld noch am Tag zuvor präsentiert hatte, wurde in der Bombennacht im Juli 1943 zerstört. Nach einem neuen vereinfachten Entwurf wurden das große Rundfenster mit dem Phönix erst nach dem Krieg von Puhl & Wagner realisiert.

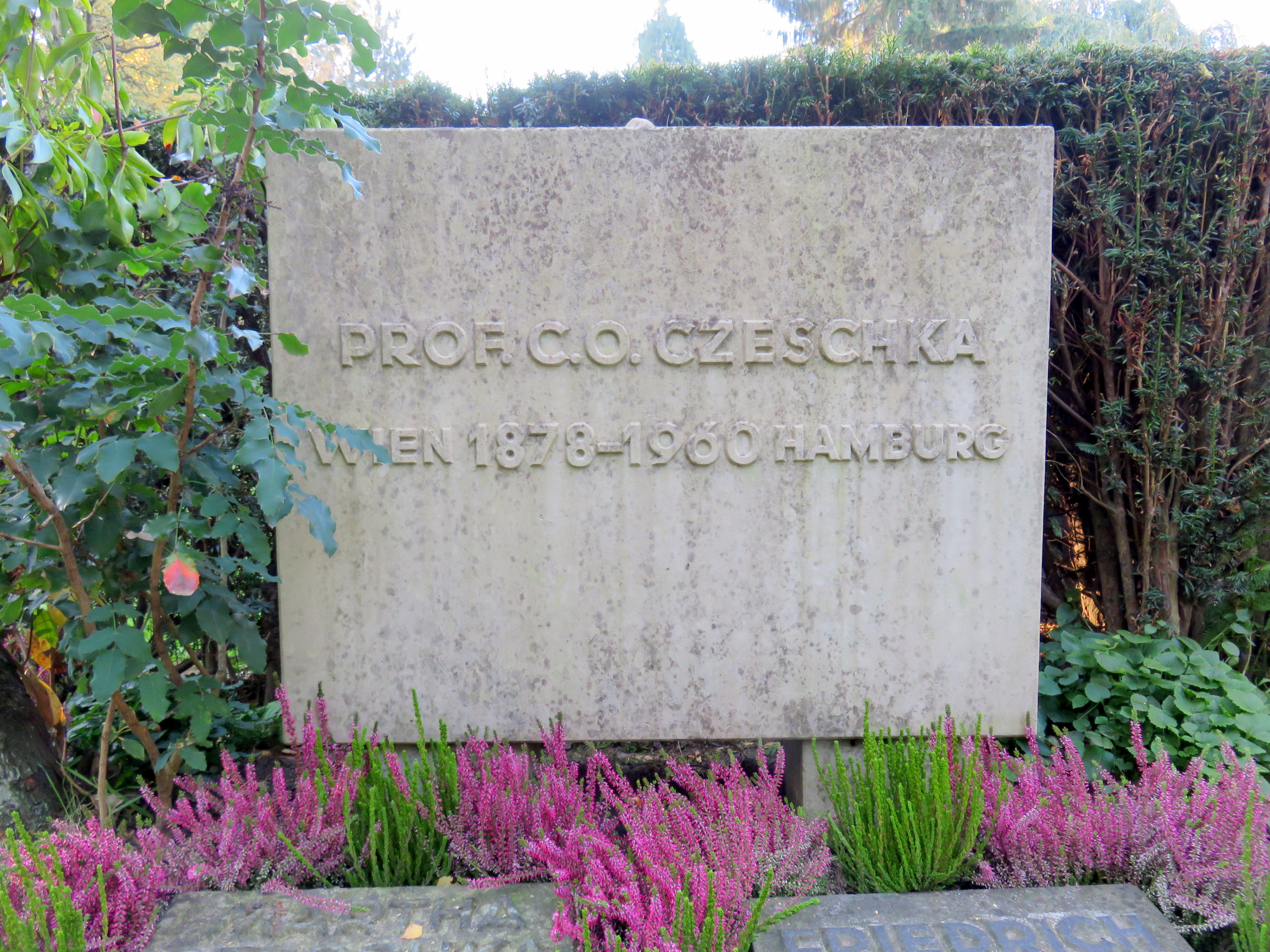
Grab C. O. Czeschka auf dem Friedhof Ohlsdorf

Für die Wochenzeitung Die Zeit gestaltete Czeschka die bis heute verwendete Kopfzeile. Von der Erstausgabe im Februar 1946 bis zu Nr. 13/46 (im Mai 1946) wurde bewusst ein leicht verändertes Hamburg-Wappen zwischen den beiden Worten verwendet. Nach der Intervention des Hamburger Senats und der Verweigerung einer nachträglichen Genehmigung der Verwendung des „Hoheitszeichens“ wurde stattdessen – mit Erlaubnis des dortigen Bürgermeisters Wilhelm Kaisen – das Bremer Wappen mit dem Schlüssel und der goldenen Krone eingesetzt. Die an Albrecht Dürers Grafik erinnernden Schriftzüge dieses Schriftsatzes haben nichts an ihrer Einprägsamkeit eingebüßt.

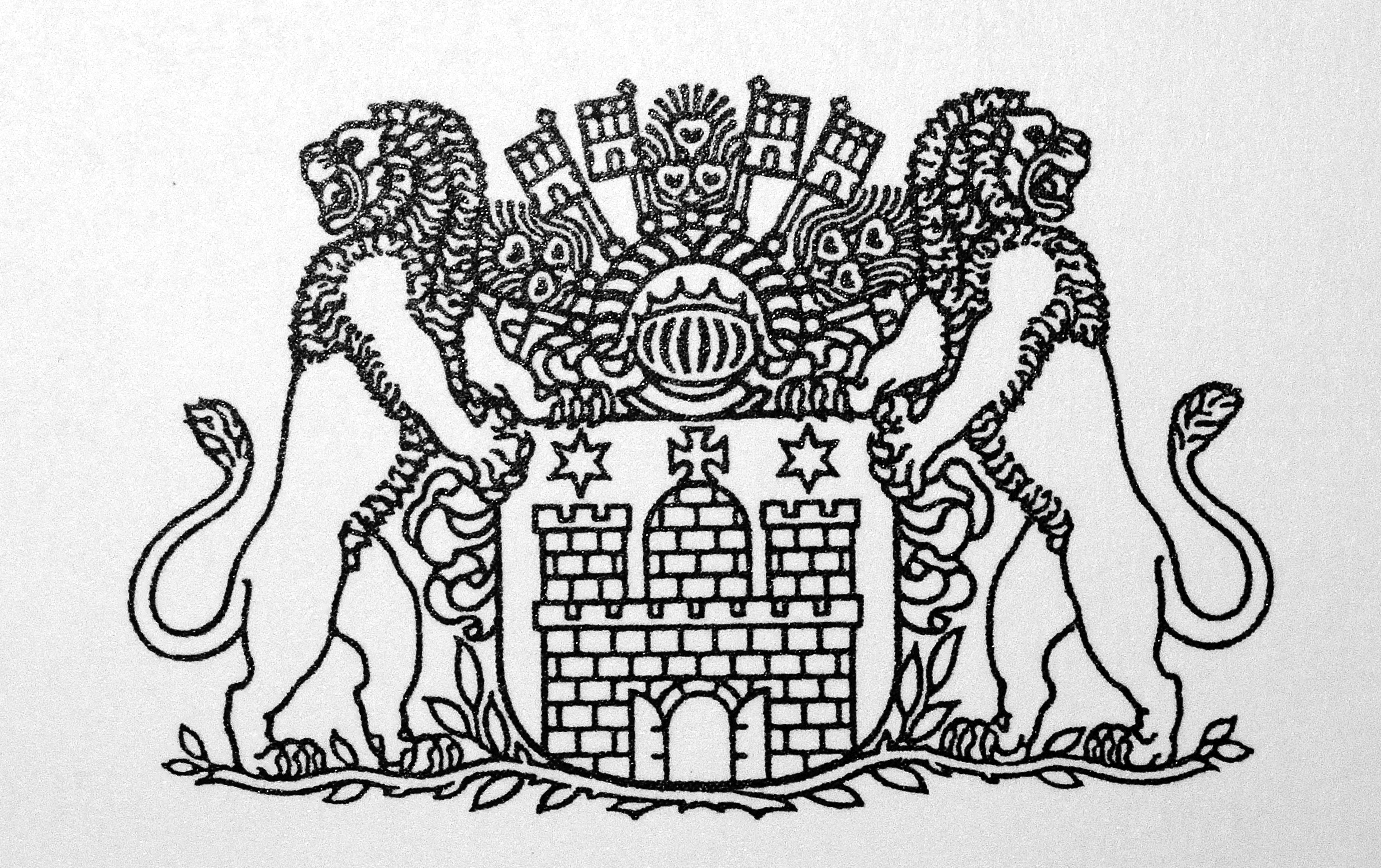
Czeschkas Grafik mit dem Hamburg-Wappen für das ZEIT-Logo

Britisches Staatswappen

Die (heutige) Kopfzeile von „The Times“ mit brit. Staatswappen

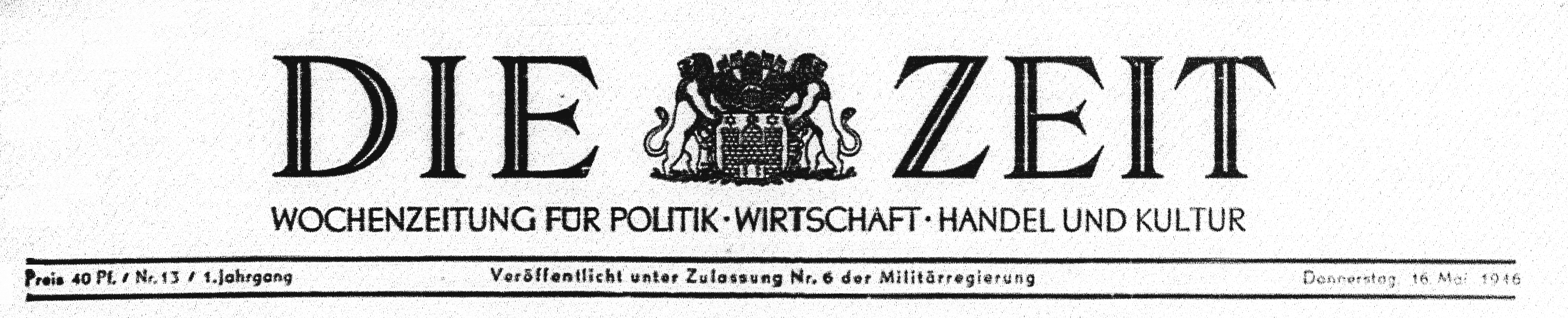
Die Kopfzeile der ZEIT – bis Nr. 18/1946 – mit dem Hamburg-Wappen

Die spätere Kopfzeile der ZEIT – verwendet ab Nr. 19/1946 – mit dem Bremer Wappen

Schüler von Czeschka waren die Wiener Grafikerin Marie von Uchatius (1882–1958), Editha Mautner von Markhof (spätere Ditha Moser) (1883–1969), Mileva Stoisavljevic (1886–1949), seit 1906 Ehefrau von Alfred Roller, sowie in der Hamburger Zeit Czeschkas die Malerin und Kunstgewerblerin Hilde Hamann (1898–1987), Wilhelm Bauche (1899–1959), Alexander Friedrich (1895–1968), Paul Helms (1911–1956), Erwin Krubeck (1893–1976), Hugo Meier-Thur (1881–1943), Otto Rodewald (1891–1960), Werner Rebhuhn (1922–2001), Willi Titze (1890–1979), Ignatz Wiemeler (1895–1952) und viele andere mehr.
Am 30. Juli 1960 starb Czeschka in Hamburg und wurde dort auf dem Friedhof Ohlsdorf bei Planquadrat V 10 (nördlich Kapelle 1) beerdigt.

## Hauptwerke
In ihrer Dissertation über Leben und Werk Carl Otto Czeschkas (1992) beschreibt Senta Siller, dass an sieben Werken die Lebens- und Schaffenskraft Czeschkas abgelesen werden kann. Diese Hauptwerke sind:
- Die Kaiserkassette als Geschenk von den Skoda-Werken Pilsen für Kaiser Franz Joseph I. von Österreich (1905)
- Das Collier mit Feueropalen im Rahmen der Wiener Werkstätte (1909/1910)
- Die Illustration des Buches Nibelungen beim Verlag Gerlach & Wiedling (1908)[Anm 9]
- Das Lerchenfeld-Fenster in der heutigen HFBK in Hamburg, Architekt Fritz Schumacher (1912/1913)
- Der große Gobelin Tausend und eine Nacht. für das Haus von Sigmund Gildemeister in Hamburg (1922–1926)
- Der Schriftzug für die Wochenzeitung Die Zeit (1946)
- Die Produkt- und Ladengestaltung für die Zigarrenfirma L. Wolff / HACIFA (1918–1956)

## Weitere Werke (Auswahl)
Carl Otto Czeschka ist auch mit seinen Buchausstattungen und Kalendergestaltungen bekannt geworden.

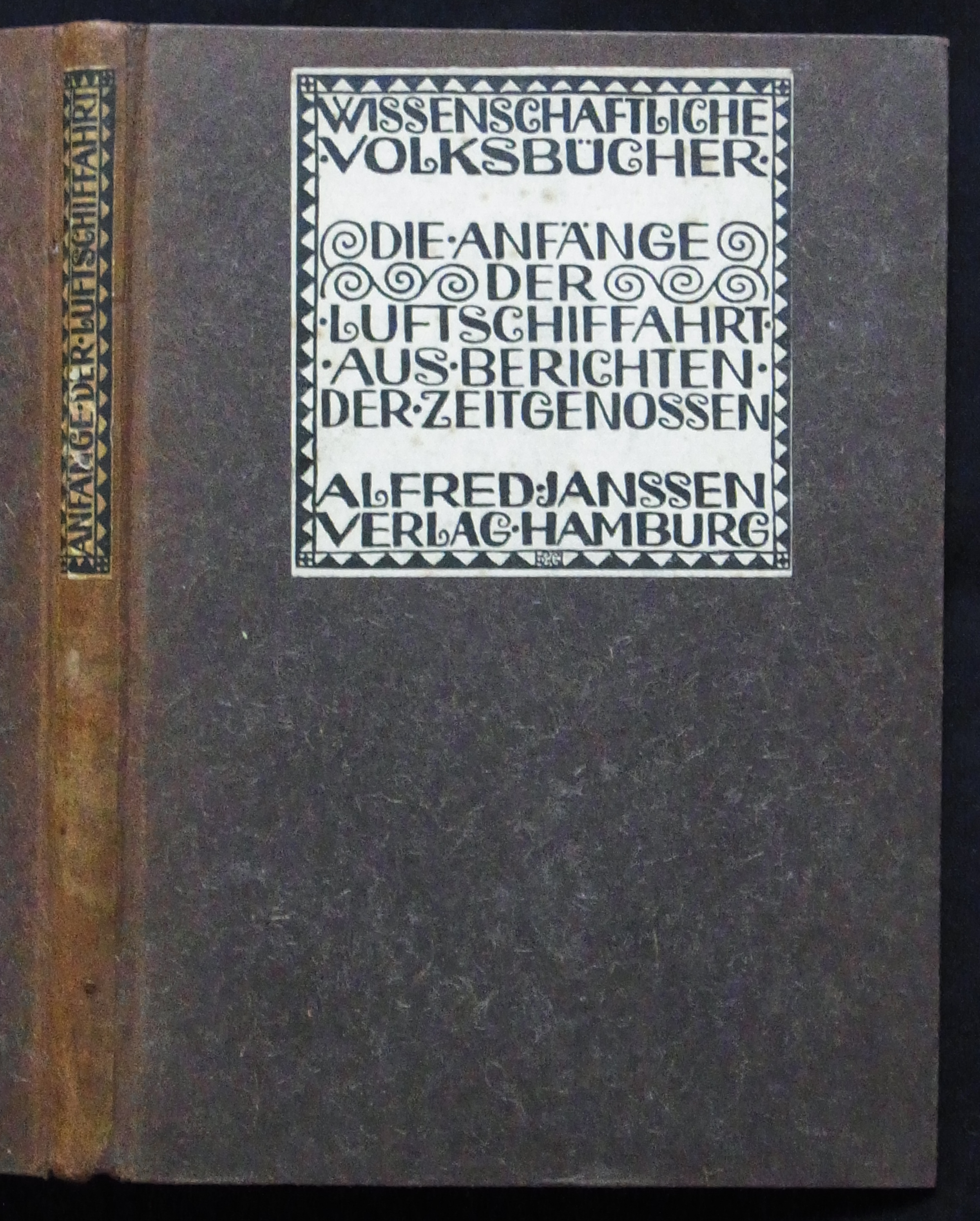
Eine wenig bekannte Buchausstattung Czeschkas auf dem Umschlag der Wissenschaftlichen Volksbücher für Schule und Haus

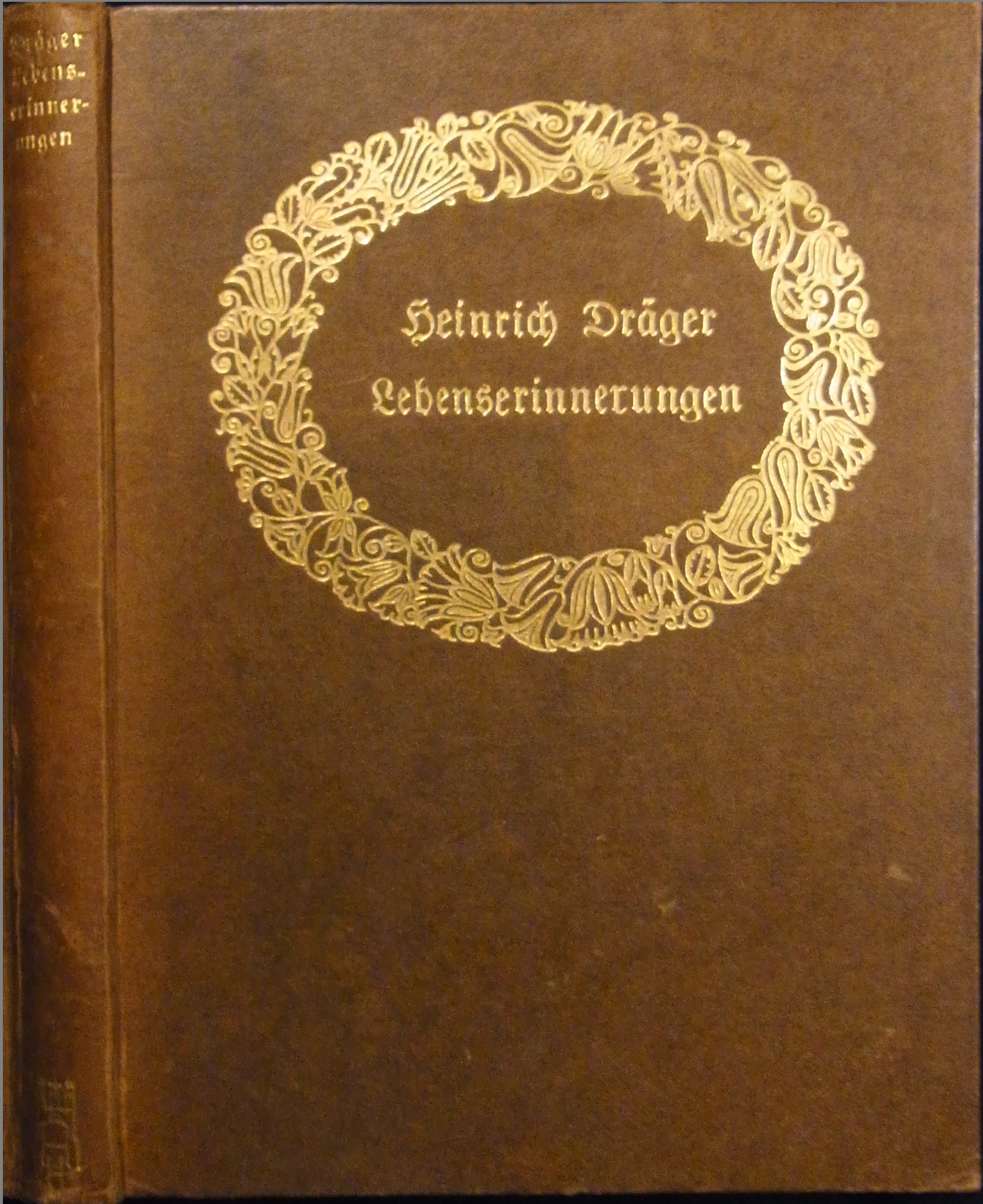
Der goldene Glockenblumenkranz von Czeschka auf den Büchern der Hamburgischen Hausbibliothek

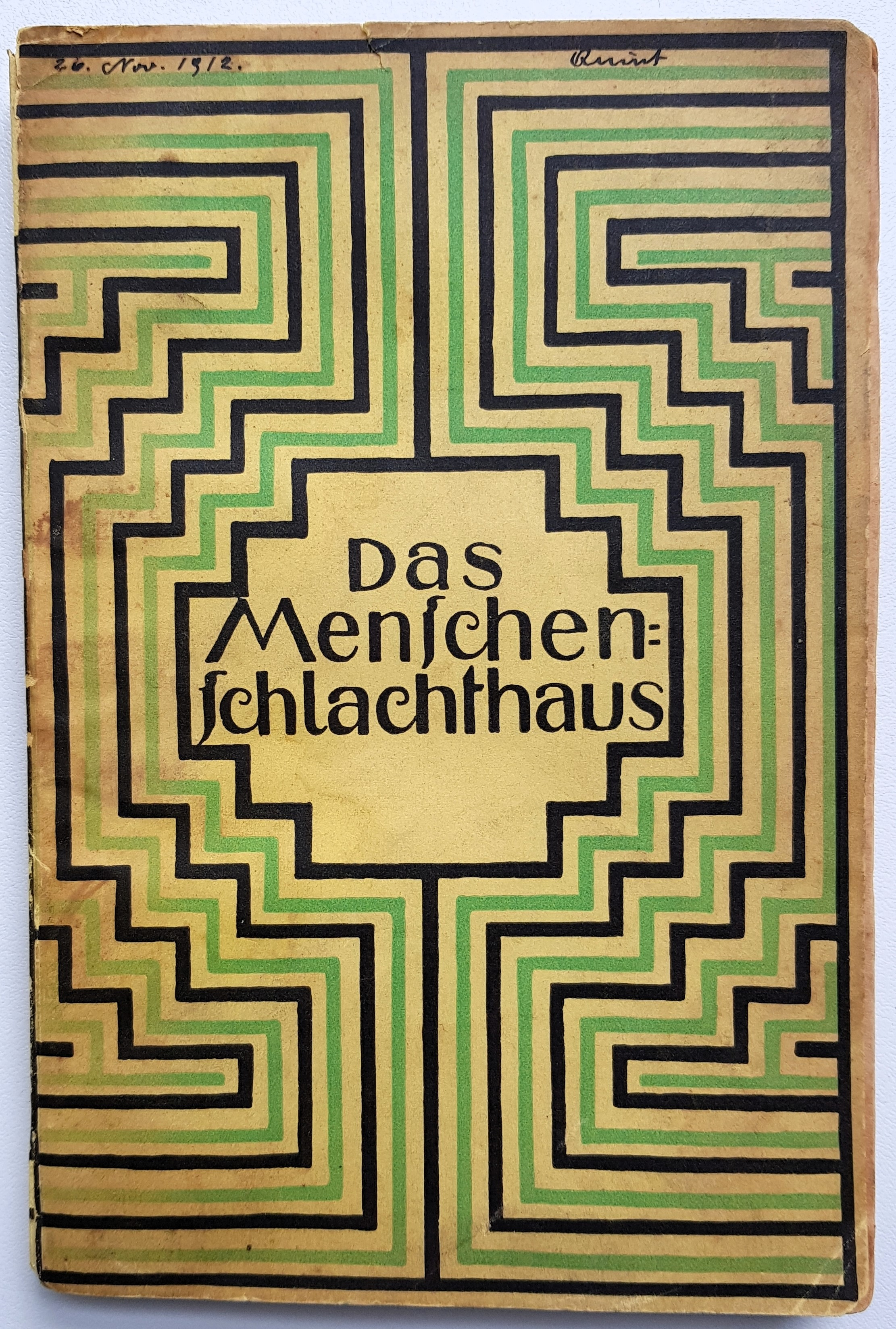
Umschlag des Antikriegsromans von Wilhelm Lamszus Das Menschenschlachthaus von 1912

- Festschrift. K.k. Hof- und Staatsdruckerei, Wien 1904.
- Johann Peter Hebel: Erzählungen und Schwänke. Gerlachs Jugendbücherei/Verlag Gerlach & Wiedling, Wien und Leipzig 1905.
- Kalender. K.k. Hof- und Staatsdruckerei, Wien 1905.
- Tierkreiszeichen-Kalender. K.k. Hof- und Staatsdruckerei, Wien 1906.
- Theater und Kabarett Fledermaus, 1. und 2. Programmheft. Wien 1907.
- Kalender für das Jahr 1908. C. Angerer & Göschl und Wiener Werkstätte, Wien 1908.
- Die Nibelungen. Dem deutschen Volke wiedererzählt von Franz Keim. Bilder und Ausstattung von C. O. Czeschka. Verlag Gerlach & Wiedling, Wien und Leipzig 1908 (Reihe „Gerlachs Jugendbücherei“; Digitalisat im Internet Archive), Neudrucke 1920 bis 1924; Nachdrucke beim Parkland-Verlag (um 1970) und im Insel-Verlag (1972).[Anm 10] Illustrationen und Vignetten auch in: Ulrike Draesner: Nibelungen . Heimsuchung. Mit den Illustrationen von Carl Otto Czeschka. Reclam 2016, ISBN 978-3-15-011005-8; Leseprobe (PDF, 3,9 MB) mit vier Illustrationen, sechs Vignetten und fünf Text(fragment)en auf reclam.de.
- Miguel de Cervantes: Don Quijote. Vollständige Deutsche Ausgabe und Benutzung der anonymen Übertragung von 1837. Insel-Verlag, Leipzig 1908.
- Albert Helms: Chaos. Verlag Alfred Janssen, Hamburg 1909.
- Timm Kröger: Neun Novellen. Verlag Alfred Janssen, Hamburg 1909.
- Abreisskalender auf das Jahr 1910 für die Norddeutsche Versicherungsgesellschaft in Hamburg.
- Charles Darwin: Eine Reise um die Welt. Herausgegeben von Fritz Gansberg in der Reihe Wissenschaftliche Volksbücher für Schule und Haus. Verlag Alfred Janssen, Hamburg 1910.
- Die Anfänge der Luftschiffahrt aus Berichten von Zeitgenossen. Herausgegeben von Fritz Gansberg in der Reihe Wissenschaftliche Volksbücher für Schule und Haus. Verlag Alfred Janssen, Hamburg 1910
- Die Auswahl. Gedichte von Gustav Falke. Verlag Alfred Janssen, Hamburg 1910.
- Gustav Falke: Der gestiefelte Kater. Verlag Alfred Janssen, Hamburg 1910.
- Wandkalender auf das Jahr 1911. Hofbuchdruckerei Julius Sittenfeld, Berlin.
- Emil Frithjof Kullberg: Der Pilgrim. Roman. Verlag Alfred Janssen, Hamburg und Berlin 1911.
- Unruhig steht die Sehnsucht auf. Eine Auswahl aus den Werken Gustav Falkes. Verlag Alfred Janssen, Hamburg/Berlin 1911.
- Arthur Sakheim: Masken. Hamburgische Schauspieler-Bildnisse. Verlag Alfred Janssen, Hamburg 1911.
- Abreisskalender auf das Jahr 1912 für die Norddeutsche Versicherungsgesellschaft in Hamburg.
- Fred A. Cook: Meine Eroberung des Nordpols. Verlag Alfred Janssen, Hamburg und Berlin 1912.
- Albrecht Wirth: Männer, Völker und Zeiten. Alfred Janssen Verlag, Hamburg 1912.
- E. T. A. Hoffmann: Lebensansichten des Katers Murr. Herausgegeben in der Reihe Hamburgische Hausbibliothek. Verlag Alfred Janssen, Hamburg 1912.
- Tanz und Andacht. Gedichte von Gustav Falke. Verlag Alfred Janssen, Hamburg/Berlin 1912.
- Rudolf Sansoni: Parzival. Roman. Verlag Alfred Janssen, Hamburg 1912.
- Hermann Krieger: Familie Hahnekamp und ihr Freund Schnurrig. Die fröhliche Geschichte einer Befreiung. Verlag Alfred Jansen, Hamburg und Berlin 1912.
- Rudolf von Koschützki: Quelle der Kraft, Betrachtungen eines Zeitgenossen. Verlag Alfred Janssen Verlag, Hamburg 1912.
- Hanns Prehn von Dewitz: Marie Antoinette Königin von Frankreich. Verlag Alfred Janssen, Hamburg 1913.
- Kristian Krohg: Albertine. Roman. Verlag Alfred Janssen, Hamburg 1913.
- Heinrich Dräger: Lebenserinnerungen. Herausgegeben in der Hamburgischen Hausbibliothek. Verlag Alfred Janssen, 1914
- Alfred Lichtwark: Hamburgische Aufsätze. Herausgegeben in der Hamburgischen Hausbibliothek. Verlag Alfred Janssen, 1917
- Platon: Phaidon. Hamburger Presse/Druckerei-Gesellschaft Hartung & Co. mbH, 1920.
- William Shakespeare: Hamlet, Prince of Denmark, Act 3, Scene 1. Sonderdruck. 1927.
- Adolph Wittmaack: Ozean, Ein Roman zwischen gestern und heute. Helingsche Verlagsanstalt, Leipzig 1935.

## Tabellarischer Lebenslauf
- 1878: 22. Oktober, in Wien geboren
- 1889/90: häufiger Besuch in der Bibliothek im österreichischen Museum für Kunst und Industrie in Wien.
- 1891–1894: Zur Vorbereitung auf das Kunststudium an der Akademie abendlicher Zeichenunterricht an der 1888 gegründeten Lehr- und Versuchsanstalt für Photographie und Reproduktionsverfahren[17]
- 1894/99: Studium mit Abschluss an der Wiener Akademie (bei Christian Griepenkerl)
- 1896/97: Beteiligung am Illustrationswettbewerb für das humoristische Buch „Radlerei!“ des Wiener Radfahrclubs 'Künstlerhaus'. Das Buch erschien im Verlag Gerlach & Schenk[Anm 11]
- 1897: Zur Ausheilung einer Lungenkrankheit Aufenthalt am Wörthersee und Besuche von Passau bis zum galizischen Kolomea (Ukraine)
- 1898–1900: Für den Band „Allegorien Neue Folge“ des Verlags Gerlach & Schenk mit insgesamt 120 Blättern fertigte Czeschka neun Tafeln zu folgenden Themen: Tafel 78 und 85: Jagd, Tafel 83: Die Jahreszeiten, Tafel 93: Wissenschaft, Tafel 96: Astronomie, Schöpfung, Lüge, Tafel 98: Poesie, Tafel 106: Tanz und Wein, Tafel 114: Vignetten, Tafel 116: Kraft, Durst, Liebe
- 1899: Freie Tätigkeit. Auftragsarbeiten für den Verlag Gerlach & Wiedling in Wien; Reise nach Nürnberg und Rothenburg o.T.
- 1899/1900: Im Hinblick auf die Dreihundertjahrfeier 1902[18] Beauftragung gemeinsam mit dem Malerkollegen Hermann Ulrich[19] zur Renovierung der Fresken und der Ausmalung der Patronatskirche[20][21][22] des Kaisers Franz Joseph in Radmer in der Steiermark
- 1900: Ernennung zum ordentlichen Mitglied der Secession, Vereinigung bildender Künstler Österreichs durch die Mitgliederversammlung unter Präsident Carl Moll.[23][24]
- 1900: Teilnahme an der 8. Ausstellung der Secession.
- 1902: 30 Blätter für eine Mappe Die Quelle (Hrsg. von Martin Gerlach); Allerlei Gedanken in Vignettenform von C. O. Czeschka
- 1902: Anstellung als Hilfslehrer für den Zeichenunterricht an der Kunstgewerbe-Schule (heute: Die Angewandte) des österreichischen Museums für Kunst und Industrie (heute: MAK), später Übernahme einer Mal- und Zeichenklasse;[25] Goldmedaille auf der 1. Internationalen Ausstellung für Dekorative Kunst in Turin
- 1902: Teilnahme an der 13. Ausstellung der Secession
- 1902: Teilnahme an der 1. Internationalen Ausstellung für Dekorative Kunst in Turin
- 1902: Teilnahme an der „Jungbund“-Ausstellung im Künstlerhaus[26]
- 1903: Beginn der Zusammenarbeit mit der Kunstanstalt C. Angerer & Göschl
- 1903/1904: Gemeinsam mit Rudolf von Larisch und Koloman Moser entsteht die große Festschrift Die K.K. Hof- und Staatsdruckerei 1804–1904. Czeschka liefert die Holzschnitte mit Darstellungen der Arbeit in der Druckerei.
- 1904: Oskar Kokoschka wird nach Ablehnung seiner Arbeiten durch Koloman Moser der Schüler von Czeschka.
- 1904: Teilnahme an der 20. Ausstellung der Secession
- 1904: Plakat, Ansichtskarte und das Cover der Jubiläumsschrift für die Tausendjahrfeier der Stadt Mödling im September 1904[27][28][29]
- 1905: Czeschka (COC) wird Mitarbeiter der Wiener Werkstätte (gegründet 1903 durch Josef Hoffmann, Koloman Moser und Fritz Waerndorfer) – Bemerkenswerte Entwürfe für Schmuck, Besteck, Keramik, Postkarten, Kalender, Spielkarten, Stoffmuster, Spielzeug, Bucheinbände, Gebrauchsgegenstände und Interieurdetails
- 1905: Gestaltung des Jugendbuches Erzählungen und Schwänke von Johann Peter Hebel für den Verlag Gerlach & Wiedling
- 1905: Berlin: WW-Sonderschau – Hohenzollern Kunstgewerbehaus
- 1905: Wien: „Moderne Bucheinbände“, WW
- 1906: Wien: „Der gedeckte Tisch“, WW
- 1906: Kaiserkassette – Geschenk der Skoda-Werke in Pilsen für Kaiser Franz Joseph I.[30]
- 1906: gemeinsame Reise mit Gustav Klimt, Fritz Waerndorfer und Josef Hoffmann nach London und nach Brüssel
- 1906: London: „Österreichische Moderne“ während der Imperial Austrian Exhibition von Juni bis Oktober 1906 auf dem Londoner Ausstellungsgelände in Earls Court.
- 1906: Spieltische für das Jagdhaus Hochreith von Karl Wittgenstein (gemeinsam mit Josef Hoffmann)[31]
- 1906: Czeschka bewirbt sich in Leipzig und in Hamburg auf die Stelle eines Kunsterziehers.
- 1907: Entwürfe der Bühnenbilder, Kostüme und der übrigen Ausstattung zu Shakespeares König Lear in der Inszenierung von Max Reinhardt am Deutschen Theater in Berlin – Premiere am 16. September 1908[32].
- 1907: Czeschka beginnt im Frühjahr 1907 mit den Illustrationen für das Nibelungen-Büchlein des Gerlach-Verlags, die er 1908 in Hamburg fertigstellt.
- 1907: In Anbetracht von Czeschkas intensiver Beschäftigung mit dem Nibelungenlied macht die Wiener Werkstätte im Mai 1907 dem neuen Direktor des Raimundtheaters Sigmund Lautenburg den Vorschlag einer zukünftigen Zusammenarbeit. Diese könne beginnen bereits mit der vorgesehenen Inszenierung von Hebbels Nibelungen, also der ersten Aufführung als neuer Theaterdirektor. Kurzfristig legte Czeschka daraufhin erste Entwürfe für die Ausstattung vor[33]. Lautenburg entschied sich dagegen[34], um das Publikum des Raimundtheaters nicht zu überfordern. Die Premiere am 14. September 1907 und weitere 22 Aufführungen fanden in einer aufwändigen Ausstattung der Hoftheatermaler Kautsky-Rottonara-Prinz statt.[35]
- 1907: Berufung zum 1. Oktober an die Kunstgewerbe-Schule Hamburg (damals noch im Museum für Kunst und Gewerbe Hamburg) und übernimmt die Fachklasse für Flächenkunst und Grafik sowie die künstlerische Leitung der Buchbindewerkstatt
- 1907: Gestaltung von Büchern von Miguel de Cervantes
- 1907: Szenen- und Kostümentwürfe für das Kabarett Fledermaus und zwar für das Stück „Masken“[36] von Peter Altenberg.[37] Die Entwurfsblätter wurden auf der Kunstschau Wien 1908 im Raum 20 gezeigt.[38]
- 1908: Fertigstellung der silbernen Prunkvitrine, die zusätzlich zu anderen Exponaten von Czeschka  in Wien auf der Kunstschau 1908[39] ausgestellt und dort von Karl Wittgenstein gekauft wurde . Sie befindet sich seit 2014 im Dallas Museum of Art.[40]
- 1908: Wien: Beteiligung an der „Kunstschau Wien 1908“: Im Saal 18 werden Czeschkas großformatige Figurinen „Wotan“ und „Tristan“ (heute im MAK) präsentiert. Im Saal 20 werden die im Raimundtheater nicht realisierten Entwürfe für die Figurinen in Hebbels „Nibelungen“ ausgestellt.[35]
- 1908: Hamburg: Ausstellung der Kunstgewerbeschule Hamburg
- 1908: Ausführung der Illustrationen zu dem Jugendbuch Die Nibelungen für den Verlag Gerlach & Wiedling[Anm 12] (spätere Nachdrucke beim Parkland-Verlag und im Insel-Verlag sowie Neuerzählung von Ulrike Draesner mit Czeschkas Illustrationen[41])
- 1908: Carl Otto Czeschka wird Hamburger Staatsbürger (Naturalisierung)
- 1909: Begegnung mit dem Weltreisenden Julius Konietzko und Beginn einer ethnologischen Privat-Sammlung – besonders aus Afrika
- 1909: WW-Neujahrskarte Nr. 252 (in gelb und in gold)[42]
- 1909: Beginn der Zusammenarbeit mit dem Verlag Alfred Janssen (1865–1935) für die Illustration einzelner Bücher, sowie für die Gestaltung der beiden Buchreihen Wissenschaftliche Volksbücher für Schule und Haus (herausgegeben von Fritz Gansberg) und der Hamburgischen Hausbibliothek (herausgegeben von einer Kommission, der u. a. Alfred Lichtwark und Gustav Schiefler angehörten).

- 1909: Ernennung zum Professor

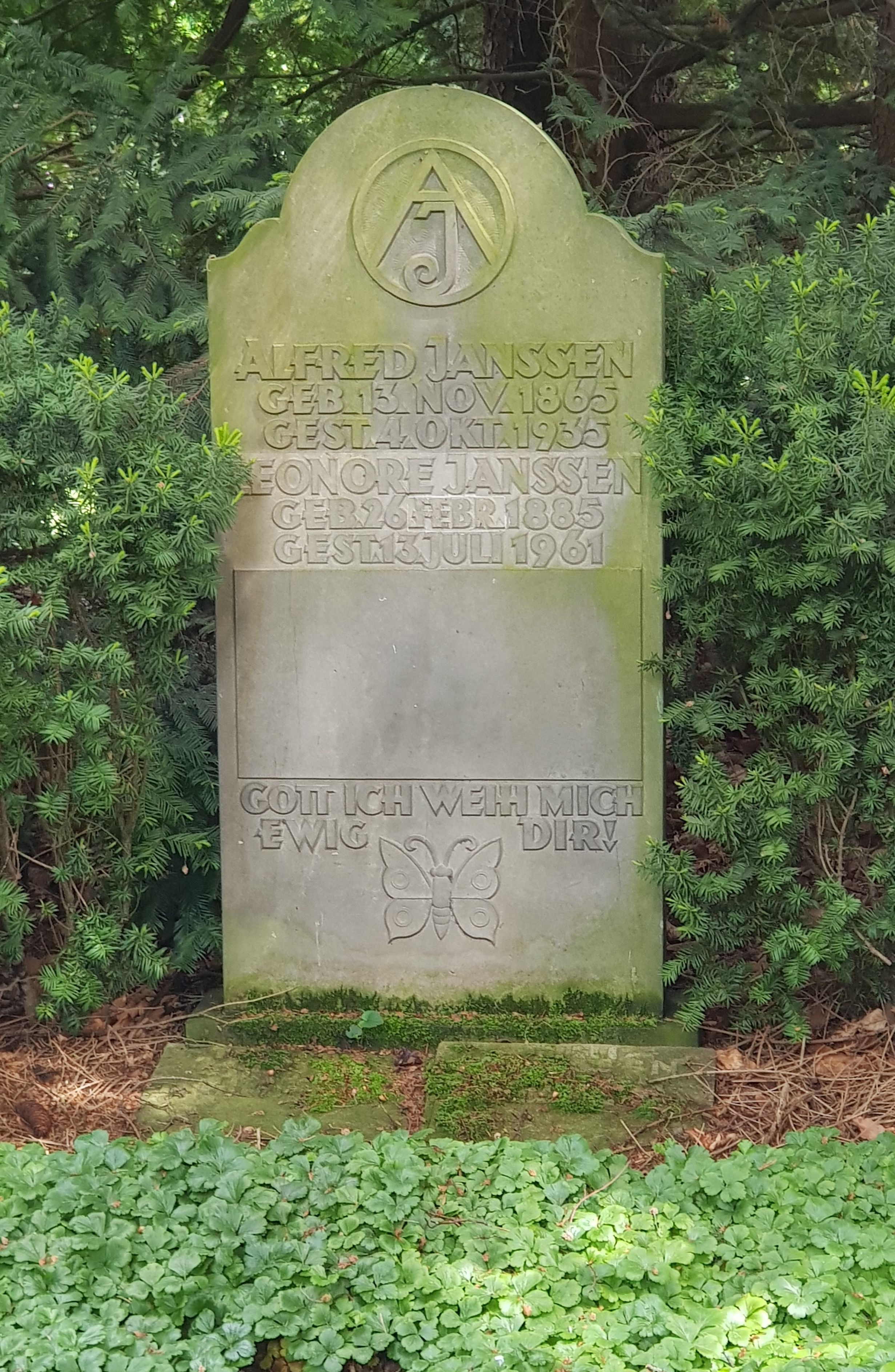
Das von Czeschka entworfene Verlagszeichen auf dem Grabstein des Verlegers Alfred Janssen. Friedhof Ohlsdorf Grablage Bi 51-174

- 1909/1910: Während eines Aufenthaltes von Czeschka in Wien und am Semmering im August 1909 malen bzw. zeichnen Koloman Moser und Czeschka sich gegenseitig[43]
- 1910: Theater-Ausstattungen für Aufführungen der Lessing-Gesellschaft Hamburg
- 1910: Prag: Wiener Zeichnungen, Beteiligung im Deutschen Haus
- 1910: Entwürfe von allegorischen Silbertreib-Arbeiten für das Kaminzimmer im Palais Stoclet, Brüssel
- 1910: Hamburg: Lehrer- und Schülerarbeiten, Kunstgewerbeschule
- 1910/12: Buchgestaltung und Illustrationen von mehreren Büchern von Gustav Falke, der spätere Schwiegervater von Richard Luksch
- 1911: 8 Plakate für die Tapetenausstellung 1911 in Hamburg / Ballindamm
- 1911: Umfassende Einzelausstellung im Museum für Kunst und Gewerbe Hamburg
- 1911: Erste Entwürfe für zwei farbige Tripthychen Die Schöpfung und Die Geburt Christi in den beiden seitlichen Apsiden der Gnadenkirche Hamburg-St. Pauli-Nord – (Architekt Fernando Lorenzen 1859–1917). Einweihung kriegsbedingt erst am 2. Febr. 1919. (1943 wurde die Kirche bombardiert und schwer zerstört, die Fenster gingen zu Bruch.)
- 1912: Höhepunkt von Czeschkas Entwurfstätigkeit für die Wiener Werkstätte
- Wien: Frühjahrsausstellung Österreichisches Kunstgewerbe verbunden mit einer Ausstellung der k.k.Kunstgewerbeschule
- 1912: Beginn einer großen ethnologischen Sammlung, nachdem er 1909 den Forschungsreisenden Julius Konietzko kennengelernt hatte.
- 1912/13: Entwürfe von Dekorationen und Ausstattungsstücken für das Palais Stoclet in Brüssel, u. a. auch Glaskunstfenster
- 1912–1919: vermittelt durch Karl Ernst Osthaus Entwurfstätigkeit für die Steingutfabrik Vordamm in Velten
- 1912/13: Entwurf für die fast sieben Meter hohen Fenster Die Schönheit als Botschaft für die Treppenhalle im Neubau von Fritz Schumacher für die Kunstgewerbe-Schule Hamburg (Lerchenfeld). Text von Wilhelm Niemeyer
- 1913: Gent: Beteiligung an der Weltausstellung
- 1914: Czeschka erhält den Königlich-Sächsischen Staatspreis verliehen für seine Arbeiten im „Österreichischen Haus“ auf der BUGRA (Internationale Ausstellung für Buchgewerbe und Graphik) in Leipzig
- 1914: Erscheinen der Czeschka-Vienna bzw. Czeschka-Antiqua-Schrift bei Genzsch & Heyse Hamburg
- 1914: Auf der Werkbund-Ausstellung in Köln wird das Lerchenfeld-Schmuckfensters Die Schönheit als Botschaft als Hauptexponat in der Kunstgewerbehalle der Hamburger Aussteller „Hamburger Halle“ gezeigt.
- 1914: Hagen: Beteiligung an der Wanderausstellung „Reklamekunst“
- 1915: Nicht ausgeführtes Projekt für Wanddekorationen und farbige Kunstverglasungen in der Hamburger Kunsthalle.
- 1915: Hagen: Ausstellungsbeteiligung im Deutschen Museum
- 1915: 15 dreiteilige Glaskunstfenster Die Handwerke für den Großen Saal im Neubau der damaligen Gewerbekammer Hamburg[Anm 13][Anm 14][Anm 15][44][45][Anm 16][Anm 17]
- 1915/16: Für die Keksfabrik Bahlsen in Hannover entwirft Czeschka 30 Waffeldekors und Keksverzierungen, sowie sechs Feldpostkarten und Feldpostumschläge[46]
- 1918: Beginn der jahrzehntelangen Arbeit (bis 1956) für die Zigarrenfabrik L. Wolff: Banderolen, Verpackung, Plakate, Werbegrafik und Ladenausstattungen (HACIFA = Hamburger-Cigarren-Fabrik)
- 1918: Premiere von Shakespeares König Lear am 7. Mai unter der Regie von Carl Heine an der Volksbühne Berlin (Theater am Bülowplatz – Dir. Max Reinhardt) mit Bühnenbild und Kostümen nach Entwürfen von Czeschka,[47] nachdem der König Lear bereits 1908/1909 in insgesamt 34 Aufführungen und 1914 bis 1916 in einer Neueinstudierung 27 mal am Deutschen Theater in der Inszenierung von Reinhardt aufgeführt worden war.[48]
- 1919: Kostüme und Vorhangbilder für das Krippenspiel der Hamburger Lessing-Gesellschaft
- 1920/21: Entwurf für Siegel und Dekanatsketten der Universität Hamburg (Ausführung Silberschmied O. Stüber)
- 1920: Gestaltung eines Notgeld-Scheins im Wert von 50 Pfennig im Auftrag der Stadt Hamburg
- 1921: Max Tepp: Das Hohe Lied von meiner Härte und meiner Süße. In der Czeschka-Antiqua gesetzt. In 500 Exemplaren für den Verleger Adolf Saal in Lauenburg/Elbe gedruckt im Dezember 1921
- 1922: Signet der Justus Brinckmann Gesellschaft Hamburg in Form einer Eule (Symbol für die Weisheit) entworfen im Auftrag von Museumsdirektor Max Sauerlandt und ebenfalls das Signet für die Hamburger Kravattenmanufaktur LACO, das bis zur Auflösung der Firma (ca. 2015) eingewebt war in das Innenfutter der Seidenkrawatten
- 1922: Vom 12. bis 22. August findet die Übersee-Woche Hamburg 1922 statt. Eine von mehreren Ausstellungen fand in der Kunstgewerbeschule am Lerchenfeld statt, an der sich über 200 Anbieter aus dem ganzen Land beteiligten. Die Organisation dieser Deutschen kunstgewerblichen Exportausstellung wurde maßgeblich von Carl Otto Czeschka durchgeführt. Kurz vorher war am 27. Juni 1922 der renommierte Übersee-Club gegründet worden. Außerdem gab es im Rahmen der Überseewoche mehrere Veranstaltungen des Hamburger Modeverbandes, zu denen mit Texten und Zeichnungen ein umfangreicher Führer durch die Hamburger Modeschau 1922 herausgegeben worden war, der von Czeschka ausgestattet worden ist.
- 1922/26: Innenraumgestaltung im Landhaus von Sigmund Gildemeister – Graphik-Raum und Entwurf des Gobelins Tausendundeine Nacht (Ausführung durch seine spätere Frau, die Weberin Martha Heller-Czeschka). 1972 kam der Karton als Geschenk von Czeschkas Witwe in das Museum für Kunst und Gewerbe. Der Gobelin befindet sich weiterhin im Familienbesitz des Auftraggebers.
- 1924: Hamburg: Beteiligung an der Ausstellung Staatliche Kunstgewerbeschule zu Hamburg
- 1926: Vorarbeiten für ein Tafelsilber der Handelskammer Hamburg
- 1926/28: silberner Kronleuchter für die Villa Gildemeister (Treibarbeit von Otto Stüber mit geschliffenen Kristallglas-Facetten – seit 1962 im Museum für Kunst und Gewerbe)
- 1926–55: Insgesamt werden in Deutschland 60 HACIFA-Geschäfte in bester City-Lage nach einheitlichem Design ausgestaltet.
- 1926: Wien: Beteiligung an der Internationale Ausstellung moderner künstlerischer Schrift, Österr. Museum für Kunst und Industrie (heute: MAK)
- 1927: Leipzig: Beteiligung an der Ausstellung „Europäisches Kunstgewerbe“ im Grassi-Museum
- 1927: Berlin: Deutscher Werkbund, Charlottenburg Akademiegebäude
- 1927: Entwürfe für den Großen Hansapreis des Hamburger Senats und den Wanderpreis der Hamburger Studentenschaft
- 1927: Erscheinen der Czeschka-Olympia I und II-Schriften bei Genzsch & Heyse Hamburg
- 1928: Auf Betreiben von Czeschka erhält die Kunstgewerbeschule zur ständigen Anpassung der Lehre an die Bedürfnisse des Berufslebens eine Offset-Umdruckpresse, eine Buchdruck-Schnellpresse und brauchbare Schriften für den Handsatz. Anlässlich des 50. Geburtstags von Czeschka widmet der Bund Deutscher Gebrauchsgraphiker ihm in seiner Zeitschrift einen langen Artikel: Gebrauchsgraphik International Advertising Art – Offizielles Organ des Bundes Deutscher Gebrauchsgraphiker (Nr. 11, S. 2–16; Text von Fred Hendriok)
- 1931: Hauptkatalog Liste der Erzeugnisse der Fa. L. Wolff Zigarrenfabriken Hamburg 15 (ca. 200 Seiten mit großformatigen Fotos der von Czeschka bis dahin gestalteten Zigarrenkisten) – weiterhin zahlreiche Aufträge der Fa. L. Wolff incl. Ladeneinrichtungen für HACIFA bis in die 1950er Jahre
- 1942/43: Entwurf für das Glasfenster Der Phönix in der Friedhofskapelle zu Wismar. Der gerade fertiggestellte Karton verbrannte in Czeschkas Atelier am 25. Juli 1943 durch die Bombardierung der Kunstgewerbeschule. Neuer Entwurf und Realisierung nach 1945.
- Juli 1943: Bombardierung der Hamburger Landeskunstschule (Lerchenfeld) und damit auch Zerstörung zahlreicher Arbeiten in Czeschkas Atelier (Die Fenster wurden durch den rechtzeitigen Ausbau gerettet und erst 1970 in Kisten verwahrt im Keller vom Lerchenfeld wiedergefunden). Kriegszerstörung ebenfalls von Czeschkas großen Glaskunstfenstern Die Handwerke im Gewerbehaus der Handwerkskammer und in der Gnadenkirche
- September 1943: Vorzeitige Pensionierung
- ab 1945: Neueinrichtung von kriegszerstörten HACIFA-Lädenin u. a. in Hamburg, Kaiserslautern, Bielefeld, Flensburg und Essen sowie Überarbeitung der Vorlagen für die Warenausstattung
- 1946: Entwurf des Titels der Wochenzeitung Die Zeit, zunächst in zwei verschiedenen Fassungen mit dem Hamburg-Wappen, dann nach nicht erteilter nachträglicher Genehmigung des Hamburger Senats (und der Erlaubnis des Bremer Bürgermeister Kaisens) mit dem Bremer Schlüssel zwischen den Hamburger Löwen des Großen Hamburger Staatswappens[14] unverändert bis heute. Anknüpfend an die „große Schwester“ The Times mit dem britischen Wappen zwischen den beiden Worten, wurde auch bei der von Gerd Bucerius gegründeten Wochenzeitung Die Zeit das Wappen zwischen die beiden Worte platziert. Die einzelnen Buchstaben haben eine Seele, d. h., sie haben innen eine weiße Linie.
- 1951: Erstes Wiedersehen mit Oskar Kokoschka nach 43 Jahren (zuletzt 1956)
- 1952–1953: Signet und Inneneinrichtung, sowie Autobeschriftung für den Hamburger Herrenausstatter „Staben“ am Rathausmarkt
- 1953: In der MKG-Ausstellung Bildteppiche aus 6 Jahrhunderten (21. Juli–11. Oktober) wird der Gobelin Tausendundeine Nacht gezeigt.
- 1958: Anlässlich des 80. Geburtstag am 22. Oktober werden die Schaufenster aller ca. 80 HACIFA-Läden innerhalb und außerhalb Hamburgs mit den Arbeiten von Czeschka dekoriert, die er seit Jahrzehnten für L. Wolff gestaltet hatte. Die Widmung lautete: Dem Gestalter dieser Räume und Schöpfer vorbildlicher Zigarrenpackungen
- 1960: Czeschka starb im 82. Lebensjahr in Hamburg und wird auf dem Ohlsdorfer Friedhof beerdigt.

- 1966: Darmstadt: „Wien um 1900“
- 1966: Wien: „Wien um 1900“

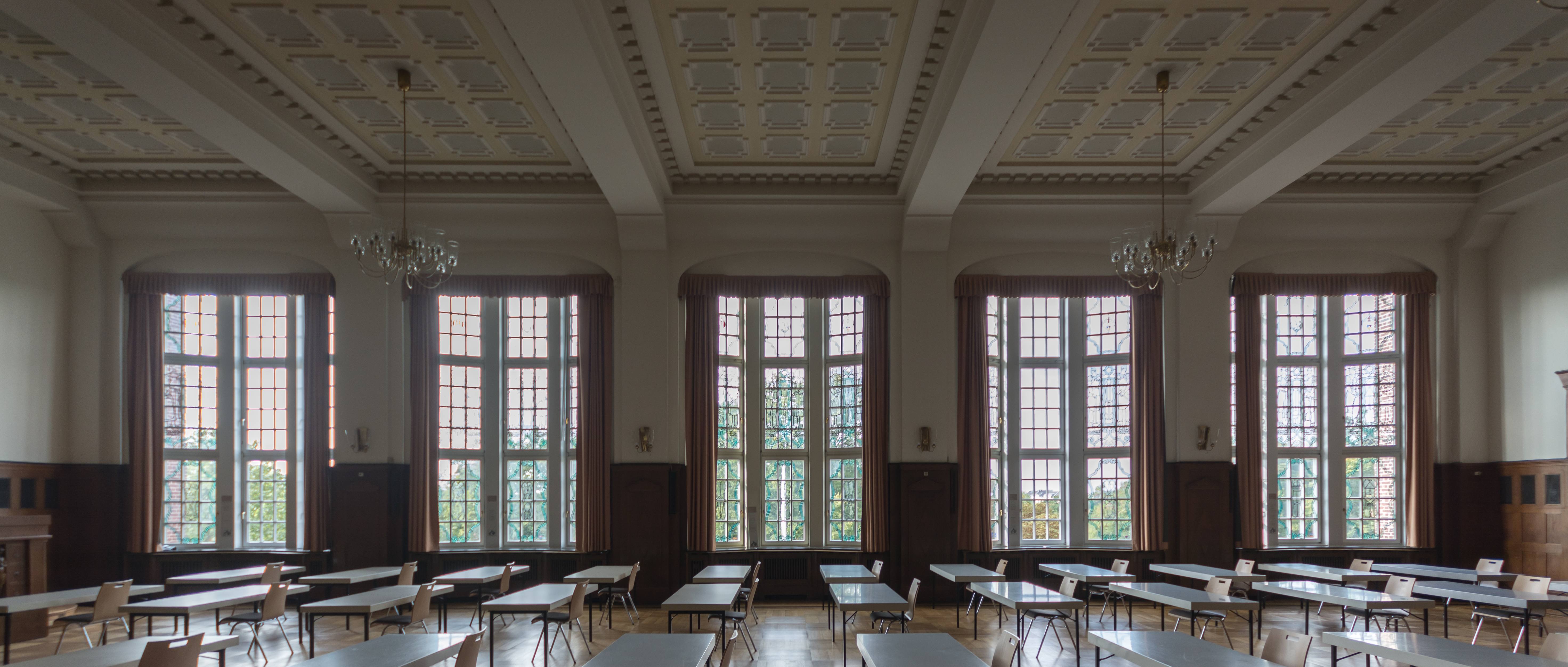
Unvollendete Fensterfront des Großen Saals (2016)

- 1970: Ausstellung der Entwürfe und Kartons für Glasfenster und Tapisserie aus Anlass der Rekonstruktion des Treppenhauses der Hochschule für Bildende Künste (Lerchenfeld) incl. des Wiedereinbaues der wiedergefundenen fünf Fensterbänder Die Schönheit als Botschaft
- 1974 Hamburg: „Europäische Textilien“, MKG
- 1974/75: Übergabe eines wesentlichen Teiles des künstlerischen Nachlasses, seiner Bibliothek und Teilen seiner Wohnungseinrichtung an das Museum für Kunst und Gewerbe Hamburg
- 1975: Aus der ethnologischen Privatsammlung Czeschkas erhält das Museum für Völkerkunde 600 Objekte und zahlreiche Bücher.
- 1975: Ausstellung im Kunstverein Hamburg (20. Februar–27. April) mit frühen Freihand-Zeichnungen 1900–1914 im Zusammenhang mit einer Ausstellung seines berühmten Schülers Oskar Kokoschka
- 1977: Darmstadt: Jugendstilausstellung
- 1978: Umfangreiche Gedenkausstellung zum 100. Geburtstag im B.A.T.-Haus in Hamburg durch die INTERVERSA (14. September–27. Oktober)
- 1980: Ausstellung Německá Secese (Jugendstil in Deutschland) im Waldstein-Palais in Prag (16. September–2. November)
- 2011: Ausstellung in der Handelskammer Hamburg in der Reihe Kunst in der Handelskammer (18. August bis 7. Oktober): Carl Otto Czeschka – Ein Wiener Künstler und die Hamburger Wirtschaft
- 2012–2016: Unvollendet gebliebene Rekonstruktion der 15-teiligen Fenstersuite "Die Handwerke"[49] im Gewerbehaus der Handwerkskammer Hamburg.